# 小行星24118
小行星24118（24118 Babazadeh）是一颗绕太阳运转的小行星，为主小行星带小行星。该小行星于1999年11月19日发现。

## 轨道参数
小行星24118的轨道半长轴为417 772 167 km，2.7925947 UA，离心率为0.070。